# باشگاه فوتبال ردیچ یونایتد
باشگاه فوتبال ردیچ یونایتد (به انگلیسی: Redditch United Football Club) یک باشگاه فوتبال در شهر ردیچ، کشور انگلستان است که در سال ۱۸۹۱ میلادی تأسیس شده‌است.